# Nepenthes chaniana
Nepenthes chaniana is een vleesetende bekerplant uit de familie Nepenthaceae. De soort is endemisch op Borneo, waar hij groeit in hellingbossen in Sabah en Sarawak. Kenmerkend voor de plant is de dichte beharing van lange, witte haren. De vangbekers zijn cilindervormig en overwegend wit tot geel gekleurd.

## Taxonomie en naamgeving
Charles Clarke verzamelde het typespecimen op de berg Alab, het hoogste punt in het nationaal park Crocker Range. De plant werd vernoemd naar Chan Chew Lun, de directeur van Natural History Publications in Borneo.
Nepenthes chaniana wordt gerekend tot het "N. maxima-complex". In deze grote groep bevinden zich onder andere ook N. boschiana, N. epiphytica, N. eymae, N. faizaliana, N. fusca, N. klossii, N. maxima, N. platychila, N. stenophylla en N. vogelii.

## Natuurlijke hybriden
De volgende natuurlijke hybriden van Nepenthes chaniana zijn beschreven:
- ? N. albomarginata × N. chaniana
- N. chaniana × N. veitchii

Charles Clarke beschreef ook een hybride met N. lowii, maar tegenwoordig vermoedt men dat het gaat om N. fusca × N. lowii.
... · 
N. alata · 
N. albomarginata · 
N. ampullaria · 
N. argentii · 
N. aristolochioides · 
N. attenboroughii · 
N. bicalcarata · 
N. bokorensis · 
N. bongso · 
N. boschiana · 
N. burkei · 
N. campanulata · 
N. chaniana · 
N. danseri · 
N. deaniana · 
N. densiflora · 
N. diatas · 
N. distillatoria · 
N. edwardsiana · 
N. ephippiata · 
N. gracilis · 
N. gymnamphora · 
N. hirsuta · 
N. inermis · 
N. insignis · 
N. jamban · 
N. khasiana · 
N. lamii · 
N. leyte · 
N. lingulata · 
N. lowii · 
N. macfarlanei · 
N. macrophylla · 
N. madagascariensis · 
N. masoalensis · 
N. maxima · 
N. mirabilis · 
N. monticola · 
N. northiana · 
N. ovata · 
N. peltata · 
N. pervillei · 
N. pitopangii · 
N. rafflesiana · 
N. rajah ·
N. rhombicaulis · 
N. rosea ·
N. sanguinea · 
N. sibuyanensis · 
N. spathulata · 
N. tenax · 
N. tenuis · 
N. veitchii ·
N. ventricosa ·
N. vieillardii ·
N. villosa · 
...